# Étienne Jodelle

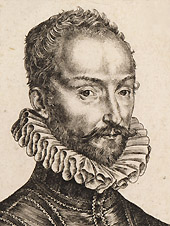
Étienne Jodelle.

Étienne Jodelle, född 1532, död 1573, var en fransk aktör och dramaturg.
Jodell, medlem av Plejaden, inledde, genom iakttagande av "de tre enheterna" och ett omsorgsfullt odlande av språket, det franska klassiska dramat. Hans tragedi Cléopâtre captive, med ämne från Plutarchos, uppfördes 1553 inför hovet med stor framgång. Stycket består av fem versifierade akter med körer och bryter, genom sin regelbundenhet även med den tunna intrigens utveckling, med äldre pjäser. En senare tragedi, Didon se sacrifiant, har mycket sällan blivit uppförd. Komedin L'Eugène om en abbot som moraliserar sin kaplan, uppfördes också 1553 och är även denrelativt regelbunden i anläggningen, men påminner mer om de gamla grovkorniga farserna. Jodelle författade även dikter.